# Classe Minerve (sous-marin)
Pour les autres classes de navires du même nom, voir Classe Minerve.
Les sous-marins de la classe Minerve constituaient une série de sous-marins construits pour la marine française peu avant la Seconde Guerre mondiale.

## Sous-marins de la classe
- Minerve, rejoindra les Forces navales françaises libres ;
- Junon, rejoindra les Forces navales françaises libres ;
- Vénus, sabordé à Toulon en 1942 ;
- Iris, interné en Espagne durant la guerre après s'être échappé du sabordage de Toulon ;
- Pallas, sabordé à Oran en 1942 ;
- Cérès, sabordé à Oran en 1942.